# Benne (Einheit)
Benne war ein Volumenmaß für Kohlen. Das Wort bedeutet Wagenkasten im Elsass, Südwestdeutschland und in Tirol. Im Rheinland und in den Niederlanden war das entsprechende Wort ben für den geflochtenen Korb. Im Englischen sinngemäß bin für den Kasten. Die Tiroler Variante war die geänderte Schreibweise. Die Penne, auch Kohlenpenne, war hier das Volumenmaß. Der Begriff leitet sich ebenfalls vom großen Korb auf einem Wagen ab.
- Tiroler Wert: 1 Penne = 22,66 Kubikfuß = 7,147 Kubikmeter